# Majeed Ashimeru
Majeed Ashimeru, né le 10 octobre 1997 à Accra au Ghana, est un footballeur international ghanéen qui joue au poste de milieu de terrain au RSC Anderlecht.

## Biographie

### En club
Formé au WAFA FC, Majeed Ashimeru rejoint en 2017 l'Autriche et le Red Bull Salzbourg. Il est prêté à deux reprises en 2017-2018, tout d'abord à l'Austria Lustenau, club de deuxième division autrichienne, dans la première partie de saison, où il joue 12 matchs et marque 1 but. Début 2018 il est prêté pour le reste de la saison au Wolfsberger AC, qui évolue en première division. Ashimeru y joue 15 matchs et marque deux buts.
Ashimeru est prêté au FC Saint-Gall lors de la saison 2018-2019. Le 21 juillet 2018 il joue son premier match de championnat pour son nouveau club lors de la première journée, sur la pelouse du FC Bâle. Titulaire lors de cette rencontre, son équipe s'impose par deux buts à un. Le 28 octobre de la même année il est l'auteur d'une prestation remarquable puisqu'il permet à son équipe de gagner le match face au FC Zurich en marquant son premier but et délivrant deux passes décisives, et Saint-Gall remporte la partie par trois buts à deux.
Il fait ensuite son retour au Red Bull Salzburg. Il joue son premier match en Ligue des champions le 2 octobre 2019 face au Liverpool FC. Il entre en jeu et son équipe s'incline (4-3 score final).
Le 13 janvier 2021, Majeed Ashimeru est prêté jusqu'à la fin de la saison au RSC Anderlecht. Il joue son premier match pour Anderlecht le 3 février 2021, à l'occasion d'une rencontre de coupe de Belgique face au RFC Liège. Entré en jeu à la place de Jacob Bruun Larsen ce jour-là, il participe à la victoire de son équipe en inscrivant également son premier but pour le club (0-2 score final).
Le milieu de terrain ghanéen parvient à convaincre durant son prêt et Anderlecht l'achète définitivement le 17 juin 2021.

### En sélections nationales
Ashimeru honore sa première sélection avec l'équipe du Ghana le 25 mai 2017, en match amical face au Bénin, où il commence la rencontre. Le match se termine par un score nul (1-1).  Le 31 décembre 2023, il est retenu dans la liste des vingt-sept joueurs ghanéens sélectionnés par Chris Hughton pour disputer la Coupe d'Afrique des nations 2023.

## Statistiques.

### Championnat.
| Saisons     | Équipes            | Compétitions       | J.  | B. | p.d. | CJ. | CR. |
| ----------- | ------------------ | ------------------ | --- | -- | ---- | --- | --- |
| 2014 - 2015 | WAFA FC            | Premier League     | 2   | 2  | -    | 0   | 0   |
| 2017        | WAFA FC            | Premier League     | 18  | 3  | -    | 0   | 0   |
| 2017 - 2018 | A. Lustenau        | Erste Liga         | 11  | 1  | 0    | 0   | 0   |
| 2017 - 2018 | Wolfsberger        | Tipico Bundesliga  | 15  | 2  | 1    | 3   | 0   |
| 2018 - 2019 | St. Gallen         | Super League       | 34  | 4  | 8    | 7   | 0   |
| 2019 - 2020 | Red Bull Salzbourg | Tipico Bundesliga  | 20  | 2  | 2    | 2   | 1   |
| 2020 - 2021 | Red Bull Salzbourg | Tipico Bundesliga  | 9   | 0  | 4    | 2   | 0   |
| 2020 - 2021 | RSC Anderlecht     | Jupiler Pro League | 11  | 1  | 0    | 0   | 0   |
| 2021- 2022  | RSC Anderlecht     | Pro League         | 31  | 3  | 3    | 4   | 1   |
| 2022 - 2023 | RSC Anderlecht     | Pro League         | 2   | 1  | 0    | 0   | 0   |
| Total       | Total              | Total              | 153 | 19 | 18   | 18  | 2   |

### Coupes nationales.
| Saisons     | Équipes            | Compétitions      | J. | B. | p.d. | CJ. | CR. |
| ----------- | ------------------ | ----------------- | -- | -- | ---- | --- | --- |
| 2018 - 2019 | St. Gallen         | Coupe de Suisse   | 2  | 1  | -    | 0   | 0   |
| 2019 - 2020 | Red Bull Salzbourg | OFB Cup           | 5  | 1  | -    | 2   | 0   |
| 2020 - 2021 | Red Bull Salzbourg | OFB Cup           | 2  | 0  | -    | 0   | 0   |
| 2020 - 2021 | RSC Anderlecht     | Coupe de Belgique | 1  | 1  | 0    | 0   | 0   |
| 2021 - 2022 | RSC Anderlecht     | Coupe de Belgique | 6  | 0  | 0    | 0   | 0   |
| Total.      | Total.             | Total.            | 16 | 3  | 0    | 2   | 0   |

### Coupes internationales.
| Saisons     | Équipes            | Compétitions        | J. | B. | p.d. | CJ. | CR. |
| ----------- | ------------------ | ------------------- | -- | -- | ---- | --- | --- |
| 2018 - 2019 | St. Gallen         | Europa Ligue        | 2  | 0  | 0    | 1   | 0   |
| 2019 - 2020 | Red Bull Salzbourg | Ligue des Champions | 4  | 0  | 0    | 0   | 0   |
| 2020 - 2021 | Red Bull Salzbourg | Ligue des Champions | 2  | 0  | 0    | 0   | 0   |
| 2021 - 2022 | RSC Anderlecht     | Conférence Ligue    | 2  | 0  | 0    | 1   | 0   |
| 2022 - 2023 | RSC Anderlecht     | Conférence Ligue    | 1  | 0  | 0    | 0   | 0   |
| Total.      | Total.             | Total.              | 11 | 0  | 0    | 2   | 0   |

### Equipe nationale.
| Saisons | Équipes | Compétitions           | J. | B. | p.d. | CJ. | CR. |
| ------- | ------- | ---------------------- | -- | -- | ---- | --- | --- |
| 2017    | Ghana   | Amical International   | 1  | 0  | -    | 0   | 0   |
| 2022    | Ghana   | Coupe du Monde Qualif. | 1  | 0  | -    | 0   | 0   |
| Total   | Total   | Total                  | 2  | 0  | 0    | 0   | 0   |

### Buts.[8]
| Buts de Majeed Ashimeru. | Buts de Majeed Ashimeru. | Buts de Majeed Ashimeru. | Buts de Majeed Ashimeru. | Buts de Majeed Ashimeru. | Buts de Majeed Ashimeru. | Buts de Majeed Ashimeru. |
| #                        | Date                     | Adversaire               | Résultat                 | Compétition              | Club                     | Details                  |
| ------------------------ | ------------------------ | ------------------------ | ------------------------ | ------------------------ | ------------------------ | ------------------------ |
| 1                        | 12 mars 2017             | Tema Youth               | V 2-1                    | Premier Ligue            | WAFA FC                  | 66e                      |
| 2                        | 26 mars 2017             | Legon Cities             | V 1-4                    | Premier Ligue            | WAFA FC                  | 87e                      |
| 3                        | 13 octobre 2017          | Kapfenberg               | V 0-1                    | Liga 2. Autriche         | A Lustenau               | 16e                      |
| 4                        | 10 février 2018          | Sturm graz               | V 0-1                    | Bundesliga Autriche      | Wolfsberger              | 50e                      |
| 5                        | 20 mai 2018              | LASK                     | V 1-3                    | Bundesliga Autriche      | Wolfsberger              | 90+3e                    |
| 6                        | 28 octobre 2018          | Zurich                   | V 3-2                    | Super Ligue              | St Gallen                | 51e                      |
| 7                        | 06 février 2019          | Zurich                   | V 3-1                    | Super Ligue              | St Gallen                | 71e                      |
| 8                        | 31 mars 2019             | Young Boys               | D 3-2                    | Super Ligue              | St Gallen                | 65e                      |
| 9                        | 22 mai 2019              | Young Boys               | V 4-1                    | Super Ligue              | St Gallen                | 79e                      |
| 10                       | 31 août 2019             | Tirol                    | V 1-5                    | Bundesliga autriche      | Red Bull Salzbourg       | 12e                      |
| 11                       | 28 septembre 2019        | Austria Vienne           | V 4-1                    | Bundesliga autriche      | Red Bull Salzbourg       | 33e                      |
| 12                       | 01 février 2020          | BW Linz                  | V 6-0                    | Amical                   | Red Bull Salzbourg       | 39e                      |
| 13                       | 29 mai 2020              | A. Lustenau              | V 5-0                    | OFB Cup                  | Red Bull Salzbourg       | 66e                      |
| 14                       | 03 février 2021          | RFC Liège                | V 0-2                    | Coupe De Belgique        | RSC Anderlecht           | 67e                      |
| 15                       | 05 avril 2021            | R. Antwerp FC            | V 1-4                    | Pro League               | RSC Anderlecht           | 52e                      |
| 16                       | 24 octobre 2021          | Beerschot VA             | V 4-2                    | Pro League               | RSC Anderlecht           | 78e                      |
| 17                       | 14 décembre 2021         | Saint-Trond              | V 2-0                    | Pro League               | RSC Anderlecht           | 90+5e                    |
| 18                       | 20 février 2022          | Genk                     | V 2-0                    | Pro League               | RSC Anderlecht           | 36e                      |
| 19                       | 24 juillet 2022          | Ostende                  | V 2-0                    | Pro League               | RSC Anderlecht           | 39e                      |

## Palmarès

### En club
Red Bull Salzbourg
- Champion d'Autriche
  - 2020.
- Vainqueur de la Coupe d'Autriche
  - 2020.